# Gonzalagunia asperula
Gonzalagunia asperula är en måreväxtart som först beskrevs av Herbert Fuller Wernham, och fick sitt nu gällande namn av Paul Carpenter Standley. Gonzalagunia asperula ingår i släktet Gonzalagunia och familjen måreväxter.
Artens utbredningsområde är Colombia. Inga underarter finns listade i Catalogue of Life.